# Việt Nam tại Thế vận hội Mùa hè 2024
Việt Nam đã tham dự Thế vận hội Mùa hè 2024 tại Paris từ ngày 26 tháng 7 đến 11 tháng 8 năm 2024. Đây là lần thứ 11 Việt Nam tham dự Thế vận hội sau khi đất nước thống nhất, trước đó các vận động viên Việt Nam tham dự 6 kỳ Thế vận hội dưới là cờ Quốc Gia Việt Nam hoặc Miền Nam Việt Nam. Việt Nam không tham dự Thế vận hội Mùa hè 1976 và Thế vận hội Mùa hè 1984.

## Vận động viên
Số lượng các vận động viên tham gia Thế vận hội.
| Môn thi đấu | Nam | Nữ | Tổng cộng |
| ----------- | --- | -- | --------- |
| Bắn cung    | 1   | 1  | 2         |
| Bắn súng    | 0   | 2  | 2         |
| Bơi lội     | 1   | 1  | 2         |
| Canoeing    | 0   | 1  | 1         |
| Chèo thuyền | 0   | 1  | 1         |
| Cầu lông    | 1   | 1  | 2         |
| Cử tạ       | 1   | 0  | 1         |
| Điền kinh   | 0   | 1  | 1         |
| Judo        | 0   | 1  | 1         |
| Quyền Anh   | 0   | 2  | 2         |
| Xe đạp      | 0   | 1  | 1         |
| Total       | 4   | 12 | 16        |

## Bắn cung
Hai cung thủ Việt Nam giành quyền tham dự nội dung cá nhân nam và nữ tại Thế vận hội Mùa hè 2024 nhờ thành tích thi đấu tại Vòng Loại Cuối Cùng 2024 tại Antalya, Thổ Nhĩ Kỳ; và xếp hạng cung thủ thế giới.
| Vận động viên                   | Nội dung    | Vòng xếp hạng | Vòng xếp hạng | Vòng 1/32               | Vòng 1/16     | Vòng 1/8                   | Tứ kết                     | Bán kết                    | Chung kết / Bản mẫu:Tranh HCĐ | Chung kết / Bản mẫu:Tranh HCĐ |
| Vận động viên                   | Nội dung    | Điểm số       | Hạt giống     | Đối thủ Tỷ số           | Đối thủ Tỷ số | Đối thủ Tỷ số              | Đối thủ Tỷ số              | Đối thủ Tỷ số              | Đối thủ Tỷ số                 | Hạng                          |
| ------------------------------- | ----------- | ------------- | ------------- | ----------------------- | ------------- | -------------------------- | -------------------------- | -------------------------- | ----------------------------- | ----------------------------- |
| Lê Quốc Phong                   | Cá nhân nam | 652           | 47            | Olaru (MDA) · Thua 0-6  | Bị loại       | Bị loại                    | Bị loại                    | Bị loại                    | Bị loại                       | Bị loại                       |
| Đỗ Thị Ánh Nguyệt               | Cá nhân nữ  | 648           | 37            | Fallah (IRI) · Thua 5-6 | Bị loại       | Bị loại                    | Bị loại                    | Bị loại                    | Bị loại                       | Bị loại                       |
| Lê Quốc Phong Đỗ Thị Ánh Nguyệt | Đôi nam nữ  | 1300          | 24            | —                       | —             | Không giành quyền tham gia | Không giành quyền tham gia | Không giành quyền tham gia | Không giành quyền tham gia    | 24                            |

## Điền kinh
Việt Nam cử một chân chạy nước rút tham dự Thế vận hội Mùa hè 2024.
Key
- Chú ý–Đây là xếp hạng của lượt chạy
- Q = Giành quyền vào vòng tiếp theo
- q = Giành quyền vào vòng tiếp theo với tư cách VĐV thất bại có thành tích tốt nhất
- NR = Kỷ lục quốc gia
- N/A = Vòng đấu không nằm trong cuộc thi
- Bye = VĐV được miễn thi đấu

Chạy
| Trần Thị Nhi Yến | 100m nữ | 11.81 | 1 Q | 11.79 | 7 | Không giành quyền tham gia |

## Cầu lông
Việt Nam có hai vận động viên cầu lông tham dự Thế vận hội dựa trên Xếp hạng Đường tới Paris của BWF.
| Vận động viên    | Nội dung | Vòng bảng                         | Vòng bảng                                  | Vòng bảng | Vòng loại     | Tứ kết        | Bán kết       | Chung kết/ Tranh HCĐ | Chung kết/ Tranh HCĐ |
| Vận động viên    | Nội dung | Đối thủ Tỷ số                     | Đối thủ Tỷ số                              | Hạng      | Đối thủ Tỷ số | Đối thủ Tỷ số | Đối thủ Tỷ số | Đối thủ Tỷ số        | Hạng                 |
| ---------------- | -------- | --------------------------------- | ------------------------------------------ | --------- | ------------- | ------------- | ------------- | -------------------- | -------------------- |
| Lê Đức Phát      | Đơn nam  | Roth (GER) · Thắng (21-10, 21-10) | Prannoy (IND) · Thua (21-16, 11-21, 12-21) | 2         | Bị loại       | Bị loại       | Bị loại       | Bị loại              | Bị loại              |
| Nguyễn Thùy Linh | Đơn nữ   | Ho (AUS) · Thắng (21-6, 21-3)     | Zhang (USA) · Thua (20-22, 20-22)          | 2         | Bị loại       | Bị loại       | Bị loại       | Bị loại              | Bị loại              |

## Quyền Anh
Việt Nam có hai võ sĩ tham dự. Võ Thị Kim Ánh (hạng gà nữ) giành được suất tham dự nhờ lọt vào top 4 Giải đấu Vòng loại Olympic Quyền Anh thế giới 1 tại Busto Arsizio, Italia. Hà Thị Linh (hạng nhẹ nữ) giành suất tham dự sau khi chiến thắng vòng đấu quota bouts tại Giải đấu Vòng loại Olympic Quyền Anh thế giới 2 tại Bangkok, Thái Lan.
| Vận động viên  | Nội dung    | Vòng 1/16                 | Vòng 1/8                    | Tứ kết          | Bán kết         | Final           | Final   |
| Vận động viên  | Nội dung    | Đối thủ Kết quả           | Đối thủ Kết quả             | Đối thủ Kết quả | Đối thủ Kết quả | Đối thủ Kết quả | Rank    |
| -------------- | ----------- | ------------------------- | --------------------------- | --------------- | --------------- | --------------- | ------- |
| Võ Thị Kim Ánh | Hạng gà nữ  | Pawar (IND) · Thua 0–5    | Bị loại                     | Bị loại         | Bị loại         | Bị loại         | Bị loại |
| Hà Thị Linh    | Hạng nhẹ nữ | Epenisa (TGA) · Thắng 5–0 | Yang Wenlu (CHN) · Thua 0–5 | Bị loại         | Bị loại         | Bị loại         | Bị loại |

## Canoeing

### Đua thuyền nước rút
Lần đầu tiên kể từ năm 2004, các tay chèo canoeing Việt Nam giành quyền tham dự Thế vận hội thông qua thành tích quốc gia cao nhất tại Giải đấu vô địch Đua thuyền nước rút Châu Á 2024 tại Tokyo, Nhật Bản.
| Vận động viên    | Nội dung    | Vòng sơ loại | Vòng sơ loại | Tứ kết    | Tứ kết | Bán kết                    | Bán kết                    | Chung kết                  | Chung kết                  |
| Vận động viên    | Nội dung    | Thời gian    | Hạng         | Thời gian | Hạng   | Thời gian                  | Hạng                       | Thời gian                  | Hạng                       |
| ---------------- | ----------- | ------------ | ------------ | --------- | ------ | -------------------------- | -------------------------- | -------------------------- | -------------------------- |
| Nguyễn Thị Hương | C1 200 m Nữ | 49.74        | 6 QF         | 49.09     | 6      | Không giành quyền tham gia | Không giành quyền tham gia | Không giành quyền tham gia | Không giành quyền tham gia |

Viết tắt: FA = Giành quyền vào chung kết (tranh huy chương); FB = Giành quyền vào chung kết B (không tranh huy chương)

## Xe đạp

### Xe đạp đường trường
Lần đầu tiên từ năm 1988, Việt Nam góp mặt một cua-rơ nữ thi đấu xe đạp đường trường tại Thế vận hội, thông qua việc tái phân bổ các suất chưa sử dụng nhờ sự ra đời của UCI Nation Ranking.
| Vận động viên   | Nội dung               | Thời gian | Hạng |
| --------------- | ---------------------- | --------- | ---- |
| Nguyễn Thị Thật | Xe đạp đường trường nữ | 4:10:47   | 73   |

## Judo
Việt Nam có một võ sĩ giành quyền đến Thế vận hội. Hoàng Thị Tình (hạng cân dưới 48 kg) giành quyền tham dự thông qua suất châu lục dựa trên xếp hạng điểm Olympic.
| Vận động viên  | Nội dung       | Vòng 1/16                  | Vòng 1/8        | Tứ kết          | Bán Kết         | Repechage       | Chung kết/ Tranh HCĐ | Chung kết/ Tranh HCĐ |
| Vận động viên  | Nội dung       | Đối thủ Kết quả            | Đối thủ Kết quả | Đối thủ Kết quả | Đối thủ Kết quả | Đối thủ Kết quả | Đối thủ Kết quả      | Hạng                 |
| -------------- | -------------- | -------------------------- | --------------- | --------------- | --------------- | --------------- | -------------------- | -------------------- |
| Hoàng Thị Tình | Dưới 48 kg, nữ | Bedioui (TUN) · Thua 00–01 | Bị loại         | Bị loại         | Bị loại         | Bị loại         | Bị loại              | Bị loại              |

## Chèo thuyền
Các tay chèo Việt Nam tham dự một nội dung thuyền đơn nữ hạng nặng tại Thế vận hội, thông qua Vòng loại Châu Á & Châu Đại Dương 2024 tại Chungju, Hàn Quốc.
| Vận động viên | Nội dung                | Vòng loại | Vòng loại | Repechage | Repechage | Tứ kết    | Tứ kết | Bán kết   | Bán kết | Chung kết | Chung kết |
| Vận động viên | Nội dung                | Thời gian | Hạng      | Thời gian | Hạng      | Thời gian | Hạng   | Thời gian | Hạng    | Thời gian | Hạng      |
| ------------- | ----------------------- | --------- | --------- | --------- | --------- | --------- | ------ | --------- | ------- | --------- | --------- |
| Phạm Thị Huệ  | Thuyền đơn nữ hạng nặng | 8:03.84   | 4 R       | 8:00.97   | 2 QF      | 7:56.96   | 6 SC/D | 8:22.85   | 6 FD    | 7:47.84   | 23        |

Chú thích: FA=Chung kết A (tranh huy chương); FB=Chung kết B (không tranh huy chương); FC=Chung kết C (không tranh huy chương); FD=Chung kết D (không tranh huy chương); FE=Chung kết E (không tranh huy chương); FF=Chung kết F (không tranh huy chương); SA/B=Bán kết A/B; SC/D=Bán kết C/D; SE/F=Bán kết E/F; QF=Tứ kết; R=Repechage

## Bắn súng
Các tay súng Việt Nam giành được suất thi đấu nhờ kết quả tại  Giải vô địch Thế giới ISSF 2022 và 2023, Giải Vô địch Châu Á 2023 và 2024, và Vòng loại Olympic Thế giới ISSF 2024.
| Vận động viên     | Nội dung                  | Vòng loại | Vòng loại | Chung kết                  | Chung kết                  |
| Vận động viên     | Nội dung                  | Điểm      | Hạng      | Điểm                       | Hạng                       |
| ----------------- | ------------------------- | --------- | --------- | -------------------------- | -------------------------- |
| Trịnh Thu Vinh    | 10m súng ngắn hơi nữ      | 578       | 4 Q       | 198.6                      | 4                          |
| Trịnh Thu Vinh    | 25m súng ngắn thể thao nữ | 587       | 4 Q       | 16                         | 7                          |
| Lê Thị Mộng Tuyền | 10m súng trường hơi nữ    | 621.1     | 40        | Không giành quyền tham gia | Không giành quyền tham gia |

## Bơi lội
Các kình ngư Việt Nam đạt được thời gian tiêu chuẩn tham dự Olympic và giành quyền tham dự.
| Vận động viên    | Nội dung            | Vòng loại | Vòng loại | Bán kết                    | Bán kết                    | Chung kết                  | Chung kết                  |
| Vận động viên    | Nội dung            | Thời gian | Hạng      | Thời gian                  | Hạng                       | Thời gian                  | Hạng                       |
| ---------------- | ------------------- | --------- | --------- | -------------------------- | -------------------------- | -------------------------- | -------------------------- |
| Nguyễn Huy Hoàng | 800m bơi tự do nam  | 8:08.39   | 28        | —                          | —                          | Không giành quyền tham gia | Không giành quyền tham gia |
| Nguyễn Huy Hoàng | 1500m bơi tự do nam | 15:18.63  | 21        | —                          | —                          | Không giành quyền tham gia | Không giành quyền tham gia |
| Võ Thị Mỹ Tiên   | 200m phối hợp nữ    | 2:17.18   | 27        | Không giành quyền tham gia | Không giành quyền tham gia | Không giành quyền tham gia | Không giành quyền tham gia |

## Cử tạ
Việt Nam có một lực sĩ tham dự Thế vận hội. Trịnh Văn Vinh (61 kg nam) giành được một trong 10 suất thi đấu tại hạng cân của mình dựa trên Xếp hạng Vòng loại Olympic của IWF.
| Vận động viên  | Nội dung   | Cử giật | Cử giật | Cử đẩy  | Cử đẩy | Tổng | Hạng |
| Vận động viên  | Nội dung   | Kết quả | Hạng    | Kết quả | Hạng   | Tổng | Hạng |
| -------------- | ---------- | ------- | ------- | ------- | ------ | ---- | ---- |
| Trịnh Văn Vinh | Nam -61 kg | 128     | DNF     | —       | —      | —    | DNF  |